# Gutenbiegen
Gutenbiegen ist ein Gemeindeteil der Stadt Waischenfeld im Landkreis Bayreuth (Oberfranken, Bayern). Gutenbiegen liegt in der Gemarkung Waischenfeld.

## Geografie
Der Weiler Gutenbiegen liegt im zentralen Teil der Fränkischen Schweiz und am oberen Lauf der Wiesent. Die Nachbarorte sind Schlößlein im Norden, Waischenfeld im Südosten, Heroldsberg im Südwesten, Hubenberg im Westen und Breitenlesau im Nordwesten. Der Weiler ist von dem einen Kilometer entfernten Waischenfeld aus über die Staatsstraße 2191 erreichbar.

## Geschichte
Gutenbiegen ist seit der mit dem bayerischen Gemeindeedikt von 1818 erfolgten Gemeindegründung ein Gemeindeteil der Stadt Waischenfeld. Vor den infolge der Gebietsreform in Bayern erfolgten Eingemeindungen hatte die zum Landkreis Ebermannstadt gehörende Stadt Waischenfeld 1961 insgesamt 895 Einwohner, davon drei in der damaligen Einöde Gutenbiegen, die damals ein Wohngebäude hatte. Durch bauliche Erweiterungen ist der kleine Ort mittlerweile deutlich gewachsen und besteht inzwischen aus fünf Gebäudeeinheiten mit acht Hausnummern.